# Garou: Mark of the Wolves
Garou: Mark of the Wolves är ett fighting-spel från 1999 utgivet av SNK till Neo Geo. Det släpptes även som Fatal Fury: Mark of the Wolves till Dreamcast. Det är den sjätte huvuddelen i Fatal Fury-serien och var länge det senaste spelet i över 25 år, ända fram till Fatal Fury: City of the Wolves som planeras att släppas 2025.